# Коџаџик
Коџаџик (мкд. Коџаџик) је насељено место у Северној Македонији, у западном делу државе. Коџаџик припада општини Центар Жупа.

## Географија
Насеље Коџаџик је смештено у крајњем западном делу Северне Македоније, близу државне границе са Албанијом (5 km западно). Од најближег већег града, Дебра, насеље је удаљено 22 km јужно.
Рељеф: Коџаџик се налази у области Жупа, на западним падинама планине Стогово. Насеље је положено високо, на западним висовима планине Стогово, док се даље ка западу тло стрмо спушта у долину Црног Дрима, која је у ово делу преграђена, па је ту образовано вештачко Дебарско језеро. Надморска висина насеља је приближно 1.070 метара.
Клима у насељу је планинска због знатне надморске висине.

## Историја
Отац Мустафе Кемала Ататурка, Али Риза ефендија је пореклом из Коџаџика. Иван Јастребов се не слаже са Ханом да је Коџаџик некадашњи Светиград (споменут у вези са Скендербегом). При доласку Турака нису га бранили Албанци него Словени, ако су га могли бранити. Сматра и да су Турци већ наишли на порушену коџаџинску тврђаву. Село је недалеко од главног римског пута од Елбасана до Струге. По доласку Турака Коџаџик су населили Азијати. Раније се ово село звало Јанбори (по казивању житеља тог краја). Манастир Свети Јован Бигорски је имао Поменик приложника међу којима су, поред осталих, наведена имена и неких хришћана из Коџаџика.

## Становништво
По попису становништва из 2002. године Коџаџик је имао 275 становника.
Претежно становништво у насељу су Турци (100%).
Већинска вероисповест у насељу је ислам.